# ポワティエの戦い

ポワティエの戦いにおける機動

ポワティエの戦い

ポワティエの戦い（仏: Bataille de Poitiers、英: Battle of Poitiers）は、百年戦争の一環として1356年9月19日にプランタジネット朝イングランドとヴァロワ朝フランスの間で行われた戦い。ポアティエの戦いとも表記する。
戦いに先立つ1356年8月8日、エドワード黒太子はアキテーヌを根拠地に北上しつつ騎行戦術をとった。地方に駐屯する守備隊を撃破し、物資を略奪することによって調達した。
トゥールのロワール川近辺で、イングランド軍は根城を確保できておらず、また、大雨により都市を焼き払うことができずに行軍が遅れ、フランス王ジャン2世はイングランド軍に追いついた。

## イングランド軍の陣容
イングランド軍のエドワード黒太子は16歳の時経験したクレシーの戦い同様の作戦計画を立案し、自然の障害に囲まれた平野に陣取った。陣地の左側面は小さなクリークに、背後を森に囲まれており、唯一弱い右側面、ポワティエからボルドーへと続くローマ時代からある古道には、略奪物が載せてある荷車を置いてバリケード代わりとした。そして、騎兵もみな馬を降り、歩兵として2部隊に分けられ、その両翼にV字にロングボウを持った長弓部隊を配置した。
この際、ビュック領主のジャン3世・ド・グライー率いる200騎ほどの騎兵部隊が、後方の森に隠されていた。

## フランス軍の陣容
対するフランス軍のジャン2世は、部隊を4つに分割して並べて配置した。
- 第1陣はジャン・ド・クレルモン（フランス語版）元帥率いる300人ほどのエリート騎士と槍を持ったドイツ傭兵部隊、弩部隊によって構成され、敵の長弓部隊に対抗する役目を負っていた。
- 第2陣はフランス王太子、後のシャルル5世率いる部隊、約4,000名。
- 第3陣は王弟オルレアン公フィリップ率いる部隊、約3,000名
- 第4陣はフランス国王ジャン2世の率いる部隊、約6,000名

その際、300名を除いて騎兵は馬を降り、歩兵として戦いに参加した。

## 戦いの経過
戦いに先立ち、イングランド軍の左翼が後退するかに見せかけたため、フランス軍の騎兵はそれに誘われるようにして突撃し、戦闘が始まった。イングランド軍は、予測通り突撃してきたフランス軍に矢を雨霰と降り注がせた。ジャン・フロワサールはその著書『年代記』にて、イングランド兵の放つ鏃はフランス騎士の鎧上を滑り、衝撃は緩和され、フランス騎士を傷つけることはできなかったと書いている。ともあれ、騎兵の鎧を貫くのは困難であったが、馬の鎧は側面、あるいは後背からの攻撃には弱かったため、長弓部隊はフランス軍の側面に回り込むようにして馬を狙い撃ちにした。結果、第1陣は壊滅的打撃を受けて潰走した。これに続いて第2陣を率いた王太子率いる歩兵部隊が攻撃したが、再編成のために撤退した。それを見たオルレアン公配下の第3陣は恐慌状態に陥って敗走し、第4陣は進軍できず、しばし立ち往生することとなった。
この間に、イングランド軍は矢が不足したため、弓兵も剣を抜いて白兵戦に備え、歩兵の一部は騎乗して戦いに備えた。まだまだ脅威となる戦力を残すフランス軍との戦いは激しいものとなったが、イングランド軍には背後に隠しておいた騎兵部隊があった。騎兵部隊は戦場を迂回してフランス軍の側背面に回り込み、奇襲を仕掛けることに成功した。
包囲されることを恐れたフランス軍は逃走を試みたが、ジャン2世とその側近たちは捕虜となってしまった。

## 戦いの影響
結果としてフランスは軍事のみならず、経済的にも大打撃を受けた。エドワード黒太子の活躍により、フランス国王ジャン2世を捕虜としたイングランドは、当初50万ポンド（1ポンド＝1トゥール貨リーヴル）もの莫大な身代金を要求したが、交渉が進むうちにエキュ金貨400万枚に、最終的にはブレティニー条約で合意に達した身代金の額はエキュ金貨300万枚であった。この額は結局全額払われることはなく、人質の一人であったアンジュー公ルイ（シャルル5世の弟）の逃亡、及び支払いの遅延により、ジャン2世は一旦解放されたにもかかわらず自らロンドンに再び赴き、捕虜のまま死を迎えることとなった。
イングランド側としては、数年前スコットランド王デイヴィッド2世を捕虜にしたときの身代金の額より多くすべきだと言う考え方と、王としての格で身代金の額を要求するとジャンのフランス王位を認めたことになるため、フランスの王位を主張するエドワードの立場としては、あくまで「ヴァロワ伯」を捕らえたものとして身代金の額を設定する必要があるというジレンマが存在した。
この戦いはクレシーの戦いの再現とも言える大勝で、イングランド軍の優れた戦術により少数が多数を圧倒した戦いとなった。
ウジェーヌ・ドラクロワは、この戦いを題材に絵画を描き上げた。

## 題材とした作品
ボードゲーム
- Vae Victis N°26  『Poitiers 1356/Formigny 1450』（フランス語）、History&Colectors社